# جون كريستوفر برون
جون كريستوفر برون (بالنرويجية البوكمول: Johan Christopher Brun)‏ هو سياسي نرويجي، ولد في 10 يناير 1838، وتوفي في 30 أكتوبر 1914. حزبياً، نشط في الحزب الليبرالي. وقد انتخب نائب عضو برلمان النرويج ‏.